# Rozhodčí nález
Rozhodčí nález je meritorní rozhodnutí v rozhodčím řízení, neboť se jím rozhoduje o obsahu sporu. Plně nahrazuje standardní soudní rozhodnutí, po doručení stranám řízení nabývá obvykle ihned právní moci a po uplynutí stanovené lhůty k plnění je i exekučně vykonatelný. Lze jím také uzavřít smír.
Spolu s dalšími listinami rozhodčího řízení je minimálně pod dobu 20 let uchováván, a to u okresního soudu, v jehož obvodu byl vydán, případně u stálého rozhodčího soudu, pokud byl vydán jím.

## Náležitosti
Na rozhodčím nálezu se usnáší většina rozhodců, musí být vyhotoven písemně a musí obsahovat odůvodnění, ledaže by se obě strany sporu výslovně dohodly, že odůvodnění nepožadují. V takovém případě bude ale obsahovat jen záhlaví (označení rozhodců, účastníků řízení a projednávané věci), výrok ukládající určitou povinnost, poučení o možnosti podat opravný prostředek a o možnosti výkonu tohoto rozhodnutí, datum a podpis předsedajícího rozhodce. V případném odůvodnění se uvádí předmět řízení, závěr o skutkovém stavu a stručné právní posouzení věci. Ve spotřebitelských sporech však musí obsahovat odůvodnění vždy a navíc i poučení o právu podat návrh na jeho zrušení soudem.

## Možnost zrušení
Proti rozhodčímu nálezu se nelze odvolat, ledaže by byla v rozhodčí smlouvě sjednána možnost přezkumu rozhodčího nálezu jinými rozhodci. Toto přezkumné řízení je však jen dalším rozhodčím řízením. Jestliže tato možnost přezkumu dohodnuta nebyla, nebo jestliže marně uplynula lhůta k podání žádosti o přezkoumání, je doručený rozhodčí nález pravomocný, nahrazuje klasický soudní rozsudek a je tudíž i exekučně vykonatelný.
Kterákoli ze stran však i přesto může do tří měsíců od jeho doručení podat návrh k soudu na jeho zrušení. V řízení o zrušení rozhodčího nálezu soud nicméně nepřezkoumává rozhodčí nález meritorně, podle jeho obsahu, ale zkoumá pouze splnění podmínek pro konání rozhodčího řízení a některé otázky související s jeho průběhem. Soud tak napadený nález zruší jen tehdy, pokud:
- byl vydán ve věci, o níž nelze uzavřít platnou rozhodčí smlouvu,
- rozhodčí smlouva je z jiných důvodů neplatná, nebo byla zrušena, anebo se na dohodnutou věc nevztahuje (ale jen tehdy, pokud navrhovatel tento důvod už neúspěšně uplatnil v rozhodčím řízení, ledaže jde o spotřebitelský spor),
- ve věci se zúčastnil rozhodce, který nebyl ani podle rozhodčí smlouvy, ani jinak povolán k rozhodování, nebo neměl způsobilost být rozhodcem (ale jen tehdy, pokud navrhovatel tento důvod už neúspěšně uplatnil v rozhodčím řízení, ledaže jde o spotřebitelský spor),
- rozhodčí nález nebyl usnesen většinou rozhodců,
- straně nebyla poskytnuta možnost věc před rozhodci projednat,
- rozhodčí nález odsuzuje stranu k plnění, které nebylo oprávněným žádáno, nebo k plnění podle českého práva nemožnému či nedovolenému,
- rozhodce nebo stálý rozhodčí soud rozhodoval spor ze spotřebitelské smlouvy v rozporu s právními předpisy stanovenými na ochranu spotřebitele nebo ve zjevném rozporu s dobrými mravy nebo veřejným pořádkem,
- rozhodčí smlouva týkající se sporů ze spotřebitelských smluv neobsahuje úplné, přesné a pravdivé informace o rozhodci či rozhodčím soudu, odměně a pravděpodobných nákladech případného rozhodčího řízení, zahájení, formě vedení a místu konání tohoto řízení a o doručování a vykonatelnosti rozhodčího nálezu,
- se zjistí, že jsou dány důvody, pro které lze v občanském soudním řízení žádat o obnovu řízení.

I přes podání návrhu na jeho zrušení soudem ale neztrácí svůj charakter platného exekučního titulu. Pouze v případě, že by neprodleným výkonem hrozila závažná újma, může soud navíc na návrh účastníka vykonatelnost rozhodčího nálezu odložit, ve spotřebitelských sporech tak učiní i bez návrhu.